# Мятиев, Сеидназар
Сеидназар Мятиев (1909, Асхабадский уезд, Закаспийская область, Туркестанский край, Российская империя — 15 июля 1964, Ашхабад, Туркменская ССР, СССР) — советский туркменский хозяйственный, государственный и партийный деятель.

## Биография
Родился в 1909 году в Асхабадском уезде Закаспийской области Туркестанского края Российской империи (ныне в составе Бахерденского этрапа Ахалского велаята Туркменистана). Член ВКП(б) с 1931.
С 1929 года — на хозяйственной, общественной и политической работе. В 1929—1946 гг. — крестьянин, комсомольский работник, партийный работник, инструктор отдела агитации и пропаганды ЦК КП(б) Туркменистана, в аппарате ЦК КП Туркменистана, первый секретарь Марыйского обкома КП Туркменистана, первый секретарь Ашхабадского обкома КП Туркменистана, заведующий кафедрой истории КПСС Туркменского государственного университета.
Избирался депутатом Верховного Совета СССР II—III созывов, Верховного Совета Туркменской ССР V созыва.
Умер в Ашхабаде в 1964 году.